# Anatoly Myshkin
Anatoly Dmitriyevich Myshkin (cirílico:Анатолий Дмитриевич Мышкин) (Sylva, 14 de agosto de 1954) é um ex-basquetebolista russo que integrou a Seleção Soviética que conquistou a Medalhas de Bronze disputadas nos XXI Jogos Olímpicos de Verão realizados em 1976 na cidade de Montreal e nos XXII Jogos Olímpicos de Verão realizados em 1980 em Moscou.